# Станиславський Микола Олексійович
Мико́ла Олексі́йович Станисла́вський  (нар. 17 серпня 1892, с. Озеряни Озерянської волості Лохвицького повіту Полтавщини — пом. 24 жовтня 1937, Київ) — лексикограф, секретар Секції ділової мови при Соціально-Економічному відділі Інституту Української Наукової Мови (від 15 листопада 1926 року).

## Загальні відомості
1920-х років був членом Комісії для складання історичного словника української мови ВУАН, секретарем філологічної секції та членом-співробітником секції ділової мови соціально-економічного відділу Інституту української наукової мови ВУАН.
У співавторстві з Миколою Дорошенком та Володимиром Страшкевичем склав нормативний російсько-український «Словник ділової мови» (1930); від Станиславського походить і (східно-українська) акцентуація цього словника. Станиславський склав також «Російсько-українську ділову та газетну фразеологію» (в рукописі), автор низки рецензій в брошурі «Голос Українізатора» (Частини 2 і 3, 1927 рік).
Був безпідставно заарештований 1937 року, розстріляний 24 жовтня 1937. Реабілітований посмертно.